# Coenosia freyi
Coenosia freyi är en tvåvingeart som beskrevs av Tiensuu 1945. Coenosia freyi ingår i släktet Coenosia och familjen husflugor. Inga underarter finns listade i Catalogue of Life.